# Cascorro (Camagüey)

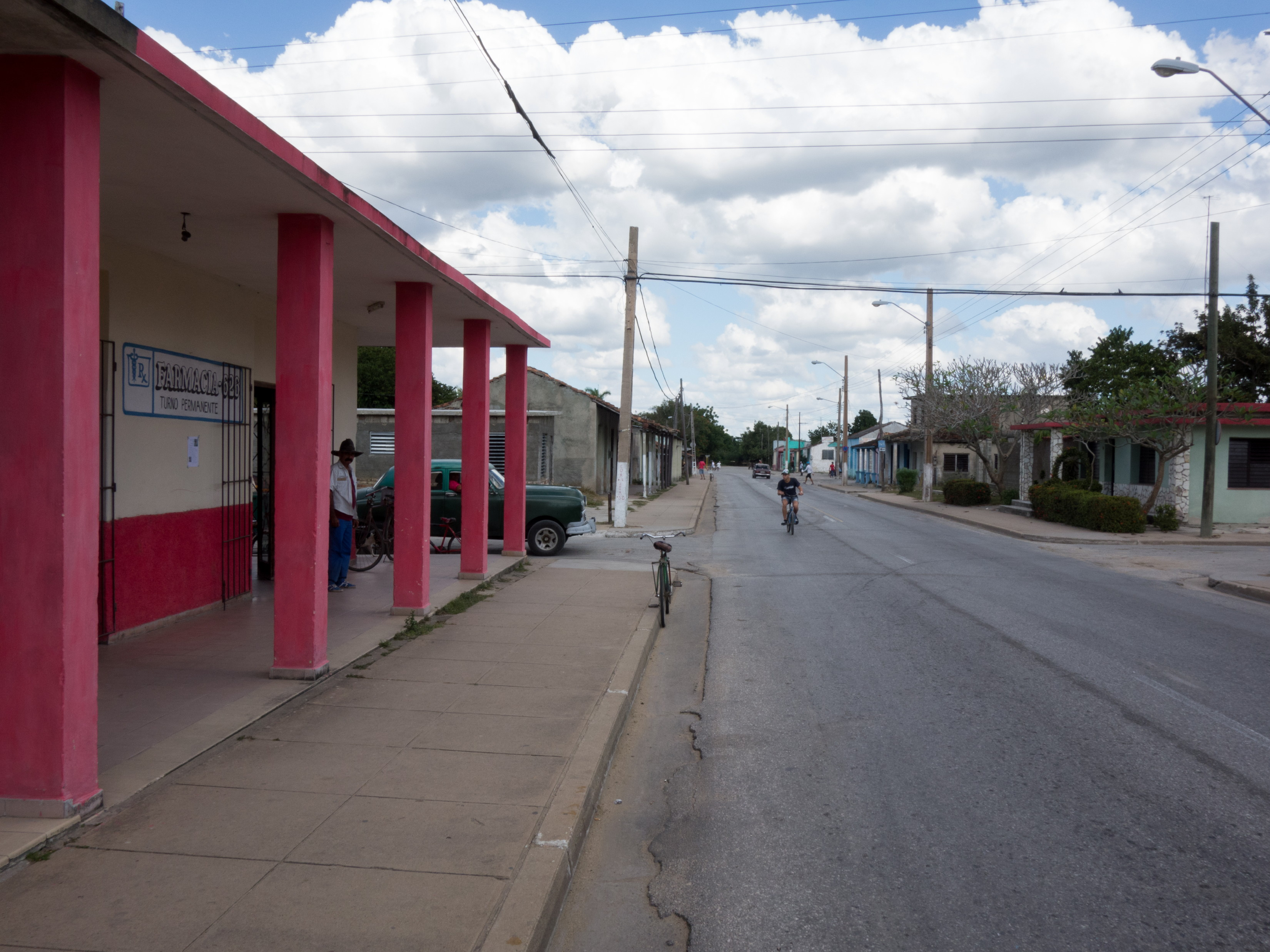
Carretera central en Cascorro, Cuba.

Cascorro es una pequeña localidad cubana a 60 km de Camagüey. Toma su nombre de un cacique aborigen cubano. Su economía, como la del resto de la provincia, se basa en el cultivo de la caña de azúcar y sus industrias derivadas, así como en la ganadería. 

## Orígenes
Cascorro existía como aldea aborigen desde antes de la conquista española. Situado en la confluencia de los ríos Cascorro y La Piedra, estaba habitado por aborígenes siboneyes de color cobrizo, cabellos negros, labios gruesos y alta talla. Cascorro tiene una extensión superficial de 37,8 km² que representa aproximadamente el 2 % del área que le corresponde al actual municipio de Guáimaro.
La primera mención al nombre de Cascorro es de 1627 en un documento firmado por Silvestre de Balboa, aclarando que colindaba con el hato de Sibanicú, por lo que referencia de su existencia desde los primeros años de la colonia.

## Batallas

### Guerra de los Diez Años
En este lugar se hallaba situado un fuerte español durante la Guerra de los Diez Años (1868-1878), primera guerra de independencia cubana. En dicho fuerte y poblado ocurrieron, al menos, tres intensos enfrentamientos entre fuerzas cubanas y españolas durante esta guerra: Una vez en 1873 y dos en 1874.
- La toma del poblado por el entonces teniente coronel cubano Gregorio Benítez el 9 de mayo de 1873.
- El asalto al fuerte el 18 de abril de 1874, comandado por los generales cubanos Máximo Gómez, Vicente García y Antonio Maceo, donde es herido de muerte el teniente coronel cubano Miguel Maceo, hermano del general Antonio.
- Un nuevo asalto al poblado ocurrió el 30 de noviembre de 1874, comandado por el brigadier Henry Reeve, “el Inglesito”, junto al ya coronel Gregorio Benítez.

### Guerra Necesaria
El lugar sería asaltado tres veces más durante la Guerra Necesaria: Una vez en 1895 y dos en 1896.
- Entre los días 2 y 5 de julio de 1895, fuerzas cubanas atacaron nuevamente este poblado, el cual no pudieron tomar, aunque sí saquearon algunos establecimientos y obtuvieron provisiones. El resultado de este ataque quedó indeciso.
- Cascorro saltó al conocimiento público en España en septiembre de 1896, durante la Guerra Necesaria, cuando una tropa del ejército independentista cubano comandado por Máximo Gómez y Calixto García puso sitio al Regimiento de Infantería María Cristina n.º 63 allí acuartelado.

Durante este asedio, destacaron las conductas de algunos soldados españoles y fueron calificadas como heroicas, como la del soldado Carlos Climent Garcés, quien salvó las vidas de sus compañeros heridos llevándolos a la enfermería, calificados estos hechos como heroicos por el propio Coronel Sesina.
Otro soldado que destacó junto al soldado Climent fue Eloy Gonzalo, quien se arrastró con una lata de gasolina hasta una casa desde la que atacaban los insurrectos, prendiéndole fuego y regresando a su posición. Se cuenta que fue con una larga cuerda atada a la cintura para que sus compañeros recuperaran su cadáver si moría en el intento. Los españoles consiguieron resistir hasta la llegada del general Adolfo Jiménez Castellanos, que les liberó.
- Entre los días 3 de octubre y 6 de noviembre de 1896, fuerzas cubanas, bajo el mando del General José Manuel Capote, cumpliendo órdenes del General en Jefe Máximo Gómez, asediaron una vez más el poblado. El sitio terminó el día 6, cuando los españoles, después de incendiar el pueblo, emprendieron una marcha precipitada hacia Sibanicú.

Cascorro quedó prácticamente destruido, como ya lo había sido durante la Guerra del 68.
- Datos: Q5756015